# École de management de Normandie
École de management de Normandie is een Europese businessschool die over vijf campussen beschikt: in Parijs, Le Havre, Caen, Dublin en Oxford. De school werd gesticht in 1871. In 2019 plaatste de Financial Times EM Normandie als 81e in de rangschikking van European Business Schools. De programma’s van de school zijn geaccrediteerd door de 2 internationale labels die de kwaliteit van de geboden opleidingen garanderen: EQUIS, and AACSB. De school heeft bekende alumni in de zakelijke en politieke wereld, zoals Orelsan (Franse rapper) en Patrick Bourdet (CEO Areva Med).